# Grote Scheldeprijs 2004
Il Grote Scheldeprijs 2004, novantesima edizione della corsa, si svolse il 14 aprile per un percorso di 200 km, con partenza ad Anversa ed arrivo a Schoten. Fu vinto dal belga Tom Boonen della squadra Quick Step davanti all'australiano Robbie McEwen e all'italiano Simone Cadamuro.

## Ordine d'arrivo (Top 10)
| Pos. | Corridore           | Squadra                            | Tempo    |
| ---- | ------------------- | ---------------------------------- | -------- |
| 1    | Tom Boonen          | Quick Step                         | 4h19'00" |
| 2    | Robbie McEwen       | Lotto-Domo                         | s.t.     |
| 3    | Simone Cadamuro     | De Nardi                           | s.t.     |
| 4    | Enrico Poitschke    | Team Wiesenhof                     | s.t.     |
| 5    | Bernhard Eisel      | FDJ                                | s.t.     |
| 6    | Alexandre Usov      | Phonak Hearing Systems             | s.t.     |
| 7    | Ludovic Capelle     | Landbouwkrediet-Colnago            | s.t.     |
| 8    | Enrico Degano       | Team Barloworld-Androni Giocattoli | s.t.     |
| 9    | Christoph Roodhooft | MrBookmaker-Palmans                | s.t.     |
| 10   | Roy Sentjens        | Rabobank                           | s.t.     |